# Asamblea Ciudadana Ambiental de Gualeguaychú

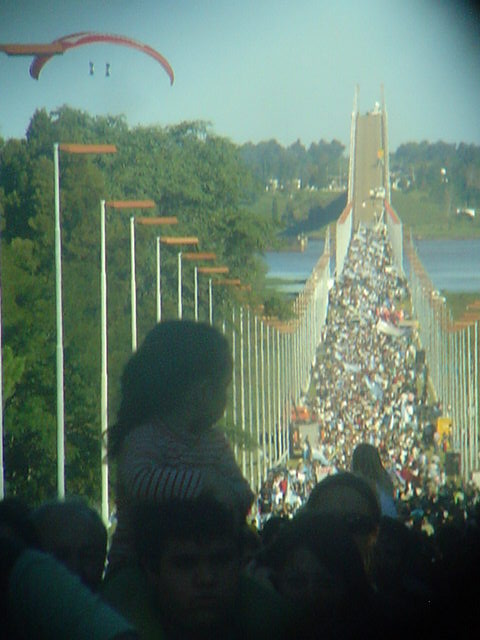
Manifestación en Gualeguaychú en abril de 2007.

La Asamblea Ciudadana Ambiental de Gualeguaychú es una ONG [cita requerida] creada por vecinos de Gualeguaychú, Argentina, para organizar una oposición a la construcción de un polo industrial productor de pasta de celulosa en la ciudad uruguaya de Fray Bentos. La Asamblea argumenta que dichas industrias producirán un efecto negativo en el medio ambiente de la zona, que se trasladaría al turismo, motor de la economía de Gualeguaychú.[cita requerida]
La Asamblea Ciudadana Ambiental de Gualeguaychú se creó luego de la marcha del 30 de abril de 2005, sin embargo fue a finales de ese año cuando se convirtió en ONG [cita requerida]. Durante el año 2005, abocó en informar a la ciudad de Gualeguaychú sobre el gran problema que creen que podrían llegar a traer las pasteras.
A causa de lo que consideraron indiferencia por parte de los gobiernos de Argentina y Uruguay, los ambientalistas decidieron, luego de probar otros medios de protesta, cortar la ruta internacional n.º 136 que une las localidades vecinas de Fray Bentos (Uruguay) y Gualeguaychú (Argentina). 

## Asamblea Juvenil Ambiental
La Asamblea Juvenil Ambiental (AJA) se define a sí misma como el "brazo joven de la Asamblea Ciudadana Ambiental de Gualeguaychú" no siempre presente en las movilizaciones que realiza al Asamblea Ciudadana, realiza sus propias acciones que van dirigidas tanto a mayores como a jóvenes.
Son los que se presentan junto con los adultos.